# Grande Prêmio da Hungria de 2018
Grande Prêmio da Hungria de 2018 (formalmente denominado Formula 1 Magyar Nagydíj 2018) foi a décima segunda etapa da temporada de 2018 da Fórmula 1. Disputada em 29 de julho de 2018 no Circuito de Hungaroring, Budapeste, Hungria.

## Relatório

### Antecedentes
Ferrari de luto
De luto pela morte do ex-presidente da Ferrari e da Fiat, o italiano Sergio Marchionne, os membros da Ferrari apareceram no Circuito de Hungaroring, com faixas pretas nos braços.
Sergio Marchionne morreu na manhã desta quarta-feira (25), aos 66 anos de idade, no Hospital Universitário de Zurique, capital da Suíça. 
Além disso, Kimi Raikkonen e Maurizio Arrivabene foram dispensados das coletivas de imprensa de pilotos e chefes de equipe, respectivamente. No motorhome da Ferrari, a bandeira da escuderia era vista em meia-haste. Para o adeus ao ex-presidente, o carro também terá uma faixa preta em sua pintura. O ato similar já foi visto antes em duas ocasiões de luto, mas com o bico inteiro na cor preta: no Grande Prêmio da Itália de 2001, após aos ataques de 11 de setembro nos EUA, e no Grande Prêmio do Bahrein de 2005, em função da morte do papa Papa João Paulo II.

### Treino Classificatório
Q1
Cerca de 15 minutos antes do treino, começou a chover, e rapidamente a pista ficou molhada, com todos os pilotos utilizando pneus intermediários. Sebastian Vettel fez a melhor volta no começo, mas relatou pelo rádio que a pista estava secando, apesar de o entorno da pista estar com nuvens pesadas e raios.
Com o asfalto melhorando, os pneus intermediários começaram a se desgastar demais, e todos os pilotos arriscaram uma troca para pneus slicks ultramacios. Começou então um revezamento na primeira posição, entre Carlos Sainz, Kevin Magnussen, Nico Hulkenberg, Romain Grosjean, Kimi Raikkonen, Sebastian Vettel e Lewis Hamilton.
Na última volta, Vettel estabeleceu o melhor tempo, com 1m16s666, terminando 0s274 à frente de Verstappen e com Bottas, Hamilton e Raikkonen completando os cinco primeiros. Já Daniel Ricciardo, numa inexplicável decisão da RBR, usou pneus macios e menos aderentes, e correu risco de não avançar ao Q2.
Na confusão que foi o Q1, a surpresa foi a eliminação do badalado Charles Leclerc, que ficou em 17º, duas posições atrás do companheiro Marcus Ericsson, que avançou. Já a Force India, que entrou em administração judicial, viu seus pilotos Esteban Ocon e Sergio Perez eliminados, assim como Stoffel Vandoorne e Sergey Sirotkin.
Eliminados: Stoffel Vandoorne (McLaren), Charles Leclerc (Sauber), Esteban Ocon (Force India), Sergio Pérez (Force India) e Sergey Sirotkin (Williams).
Q2
No exato instante em que começou o Q2 e vários pilotos já aguardavam na saída dos boxes com pneus slicks, a chuva voltou, e com força. Sebastian Vettel e a Ferrari tiveram tempo para colocar pneus intermediários, e o alemão foi o único a fazer uma volta com a pista ainda em condições razoáveis. Os demais tiveram de voltar aos boxes para colocar pneus intermediários.
Mas aí o temporal desabou de vez, principalmente na reta dos boxes, e todos inicialmente permaneceram na pista na expectativa de as condições melhorarem minimamente, o que não aconteceu. Com isso, os classificados para o Q3 ficaram definidos, e surpreenderam as eliminações de Daniel Ricciardo e Nico Hulkenberg.
Já Fernando Alonso, com a chuva nivelando o desempenho dos carros, ficou próximo de avançar ao Q3, mas ficou em 11º. Também foram eliminados os menos cotados Marcus Ericsson e Lance Stroll, que foi o único a bater no Q2, o que danificou a asa dianteira.
Eliminados: Fernando Alonso (McLaren), Daniel Ricciardo (Red Bull), Nico Hülkenberg (Renault), Marcus Ericsson (Sauber) e Lance Stroll (Williams).
Q3
A chuva continuou caindo com força no início do Q3, e todos os pilotos entraram na pista com pneus de chuva extrema. Lewis Hamilton começou com tudo, melhorando seu tempo a cada volta, dando a impressão de que ficaria com a pole position. Mas aí apareceu Kimi Raikkonen para tomar o primeiro lugar.
Nos minutos finais, a pista melhorou um pouco mais, e todos partiram para sua últimas tentativas. Vettel chegou a assumir o segundo lugar, mas Bottas foi ainda mais rápido e ultrapassou a dupla da Ferrari. Só que Hamilton colocou as coisas no lugar e na última volta do treino sacramentou mais uma pole position na carreira.

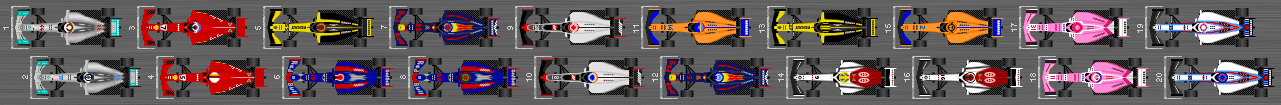
Grid de Largada

### Corrida
A largada foi tranquila para a Mercedes, que seguiu com Hamilton e Bottas em primeiro e segundo. Logo atrás, Vettel subiu para terceiro, mesmo que usando pneus menos aderentes que Kimi. Verstappen, Gasly, Magnussen, Sainz, Hartley e Hülkenberg – com bela largada – fechavam o top-10. Mais atrás, Ricciardo quase estragou uma corrida de recuperação ao tocar com mais força na traseira de Ericsson.
O primeiro abandono veio ao fim da primeira volta, quando Leclerc sofreu uma quebra e recolheu para os boxes.
Na frente, Hamilton encaixava volta mais rápida atrás de volta mais rápida. O britânico precisava escapar para não dar chance à estratégia diferente de Vettel, que ficava preso atrás de Bottas.
Quem também tinha problemas para ultrapassar era Ricciardo. O australiano terminou a primeira volta em 14º e precisou tentar três vezes até conseguir superar Vandoorne e subir para 13º. Mas não era de todo ruim. Afinal, o carro ainda estava funcionando normalmente, ao contrário do de Verstappen, que perdeu potência, forçando um abandono imediato.
A quebra de Verstappen colocava Gasly em quinto. Magnussen, Sainz, Hartley e Hülkenberg também ganhavam posições, enquanto Grosjean entrava na zona de pontos.
Ricciardo entrou na zona de pontos na volta 11, quando passou Grosjean. O australiano tirava proveito da zona de DRS da reta principal, encaixando manobras na curva 1 com certa tranquilidade. Na volta 13, a vitíma foi Hülkenberg. Na 14, Hartley, subindo para oitavo.
Räikkönen foi o primeiro piloto de ponta a visitar os boxes. O finlandês colocou macios na volta 15, talvez com a expectativa de pressionar a Mercedes. A equipe alemã reagiu, chamando Bottas para fazer o mesmo na 16. Enquanto isso, Hamilton empilhava voltas mais rápidas, indicando que o pit-stop estava próximo.
Esse ímpeto do Hamilton não durou para sempre. O britânico logo começou a perder vantagem para Vettel, que diminuiu a vantagem de 8s6 para 6s5 em sete voltas. Mesmo assim, a Mercedes não dava sinais de que faria um pit-stop.
Mais atrás, Ricciardo seguia fazendo ultrapassagens. Na altura da volta 24, o australiano já tinha passado até Magnussen, tendo apenas Gasly dentre os pilotos do pelotão intermediário adiante. A briga seria pelo quinto lugar.
Hamilton veio aos boxes na volta 26, colocando pneus macios. Em teoria, a Mercedes não faria mais paradas, seguindo com o composto por 44 voltas. O problema é o desgaste seria acentuado na reta final da corrida.
Logo atrás, Ricciardo completou a parte fácil da recuperação ao passar Gasly e subir para quinto. O australiano agora estava 7s atrás de Räikkönen, isso com cada um teoricamente precisando fazer mais uma parada.
A corrida estava mudando rapidamente. Na altura da volta 33, a situação favorecia a Ferrari: Vettel não permitia a aproximação de Hamilton, inclusive expandindo a vantagem de 13s para 14s. Logo atrás, Räikkönen colava em Bottas na briga pelo terceiro lugar.
Na volta 39, Räikkönen partiu para o segundo pit-stop do dia, voltando a colocar macios. Na 40, Vettel veio – e teve um pequeno revés. O alemão teve uma parada lenta e voltou logo atrás do Bottas. Agora o finlandês poderia agir como escudeiro de Hamilton, que começava a sofrer com desgaste mais acentuado.
E assim aconteceu. Vettel até ensaiou uma ofensiva nas duas primeiras voltas, mas sem sucesso. Depois, Bottas começou até mesmo a abrir vantagem sobre o alemão, que também precisava pensar em administrar o desgaste. Em questão de poucas voltas, a corrida começou a ficar com jeitinho de Hamilton, que agora tinha condições perfeitas para administrar os pneus e evitar problemas no fim.
Mais atrás, quem também fez a estratégia de pneus funcionar foi a McLaren. A equipe, que começou a prova fora da zona de pontos, cresceu muito ao retardar a primeira parada. Foi assim que Alonso e Vandoorne subiu para oitavo e nono. Mas o belga não iria muito além: na volta 51, o carro quebrou, causando um breve acionamento do safety-car virtual.
Era uma oportunidade para novas paradas, mas que ninguém aproveitou. A corrida entrava em um momento de maior calma: Bottas seguia segurando Vettel, que não parecia reagir.
A mudança só veio na volta 64: Vettel finalmente passou Bottas na saída da curva 1. Na curva 2, o finlandês tentou dar o troco de qualquer jeito, e falhou. Valtteri errou a freada, atingindo a traseira de Sebastian. A asa dianteira do finlandês quebrou, enquanto o alemão teve sorte ao escapar ileso.
Bottas caiu para quarto e perdeu muito ritmo. O finlandês logo virou alvo de Ricciardo, que tentou a ultrapassagem. Mas foi vítima de outro toque de Valtteri. Depois do incidente, o australiano herdou o quarto lugar.
Com duas voltas restando, mais nada mudaria: Hamilton confirmou uma vitória importante, com Vettel e Räikkönen completando o pódio.

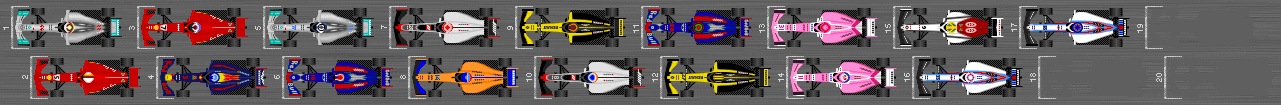
Resultado da corrida

## Pneus
| Nome do composto | Cor | Banda de rolamento | Condições de Tempo | Dry Type                           | Aderência | Longevidade |
| ---------------- | --- | ------------------ | ------------------ | ---------------------------------- | --------- | ----------- |
| Ultra Macio      |     | Slick (P Zero)     | Seco               | Ultrasoft                          | Médio     | Médio       |
| Macio            |     | Slick (P Zero)     | Seco               | Soft                               | Médio     | Médio       |
| Médio            |     | Slick (P Zero)     | Seco               | Medium                             | Médio     | Médio       |
| Intermediário    |     | Sulcos (Cinturato) | Molhado            | Intermediate (água não estagnante) | —         | —           |
| Chuva            |     | Sulcos (Cinturato) | Molhado            | Wet (água estagnante)              | —         | —           |

| Escolhas de Pneus de cada piloto para o GP da Hungria: | Escolhas de Pneus de cada piloto para o GP da Hungria: | Escolhas de Pneus de cada piloto para o GP da Hungria: | Escolhas de Pneus de cada piloto para o GP da Hungria: | Escolhas de Pneus de cada piloto para o GP da Hungria: | Escolhas de Pneus de cada piloto para o GP da Hungria: |
| ------------------------------------------------------ | ------------------------------------------------------ | ------------------------------------------------------ | ------------------------------------------------------ | ------------------------------------------------------ | ------------------------------------------------------ |
| Nº                                                     | Pilotos                                                | Equipe(s)                                              | Medio                                                  | Macio                                                  | Ultra Macio                                            |
| 44                                                     | Lewis Hamilton                                         | Mercedes                                               | 1                                                      | 5                                                      | 7                                                      |
| 77                                                     | Valtteri Bottas                                        | Mercedes                                               | 2                                                      | 4                                                      | 7                                                      |
| 5                                                      | Sebastian Vettel                                       | Ferrari                                                | 1                                                      | 3                                                      | 9                                                      |
| 7                                                      | Kimi Räikkönen                                         | Ferrari                                                | 2                                                      | 3                                                      | 8                                                      |
| 3                                                      | Daniel Ricciardo                                       | Red Bull-TAG Heuer                                     | 2                                                      | 4                                                      | 7                                                      |
| 33                                                     | Max Verstappen                                         | Red Bull-TAG Heuer                                     | 2                                                      | 4                                                      | 7                                                      |
| 11                                                     | Sergio Pérez                                           | Force India-Mercedes                                   | 2                                                      | 3                                                      | 8                                                      |
| 31                                                     | Esteban Ocon                                           | Force India-Mercedes                                   | 2                                                      | 3                                                      | 8                                                      |
| 18                                                     | Lance Stroll                                           | Williams-Mercedes                                      | 1                                                      | 3                                                      | 9                                                      |
| 35                                                     | Sergey Sirotkin                                        | Williams-Mercedes                                      | 2                                                      | 2                                                      | 9                                                      |
| 55                                                     | Carlos Sainz Jr.                                       | Renault                                                | 1                                                      | 2                                                      | 10                                                     |
| 27                                                     | Nico Hülkenberg                                        | Renault                                                | 2                                                      | 1                                                      | 10                                                     |
| 10                                                     | Pierre Gasly                                           | Toro Rosso-Honda                                       | 2                                                      | 3                                                      | 8                                                      |
| 28                                                     | Brendon Hartley                                        | Toro Rosso-Honda                                       | 1                                                      | 4                                                      | 8                                                      |
| 8                                                      | Romain Grosjean                                        | Haas-Ferrari                                           | 1                                                      | 4                                                      | 8                                                      |
| 20                                                     | Kevin Magnussen                                        | Haas-Ferrari                                           | 2                                                      | 3                                                      | 8                                                      |
| 14                                                     | Fernando Alonso                                        | McLaren-Renault                                        | 2                                                      | 3                                                      | 8                                                      |
| 2                                                      | Stoffel Vandoorne                                      | McLaren-Renault                                        | 2                                                      | 3                                                      | 8                                                      |
| 9                                                      | Marcus Ericsson                                        | Sauber-Ferrari                                         | 2                                                      | 2                                                      | 9                                                      |
| 16                                                     | Charles Leclerc                                        | Sauber-Ferrari                                         | 1                                                      | 3                                                      | 9                                                      |

## Resultados

### Treino Classificatório
| Pos.                     | Nº | Piloto            | Construtor           | Q1       | Q2       | Q3       | Grid |
| ------------------------ | -- | ----------------- | -------------------- | -------- | -------- | -------- | ---- |
| 1                        | 44 | Lewis Hamilton    | Mercedes             | 1:17.419 | 1:31.242 | 1:35.658 | 1    |
| 2                        | 77 | Valtteri Bottas   | Mercedes             | 1:17.123 | 1:32.081 | 1:35.918 | 2    |
| 3                        | 7  | Kimi Räikkönen    | Ferrari              | 1:17.526 | 1:32.762 | 1:36.186 | 3    |
| 4                        | 5  | Sebastian Vettel  | Ferrari              | 1:16.666 | 1:28.636 | 1:36.210 | 4    |
| 5                        | 55 | Carlos Sainz Jr.  | Renault              | 1:17.829 | 1:30.771 | 1:36.743 | 5    |
| 6                        | 10 | Pierre Gasly      | Toro Rosso-Honda     | 1:18.577 | 1:31.286 | 1:37.591 | 6    |
| 7                        | 33 | Max Verstappen    | Red Bull-TAG Heuer   | 1:16.940 | 1:31.178 | 1:38.032 | 7    |
| 8                        | 28 | Brendon Hartley   | Toro Rosso-Honda     | 1:18.429 | 1:32.590 | 1:38.128 | 8    |
| 9                        | 20 | Kevin Magnussen   | Haas-Ferrari         | 1:18.314 | 1:32.968 | 1:39.858 | 9    |
| 10                       | 8  | Romain Grosjean   | Haas-Ferrari         | 1:17.901 | 1:33.650 | 1:40.593 | 10   |
| 11                       | 14 | Fernando Alonso   | McLaren-Renault      | 1:18.208 | 1:35.214 | —        | 11   |
| 12                       | 3  | Daniel Ricciardo  | Red Bull-TAG Heuer   | 1:18.540 | 1:36.442 | —        | 12   |
| 13                       | 27 | Nico Hülkenberg   | Renault              | 1:17.905 | 1:36.506 | —        | 13   |
| 14                       | 9  | Marcus Ericsson   | Sauber-Ferrari       | 1:18.641 | 1:37.075 | —        | 14   |
| 15                       | 18 | Lance Stroll      | Williams-Mercedes    | 1:18.560 | S/Tempo  | —        | PL 1 |
| 16                       | 2  | Stoffel Vandoorne | McLaren-Renault      | 1:18.782 | —        | —        | 15   |
| 17                       | 16 | Charles Leclerc   | Sauber-Ferrari       | 1:18.817 | —        | —        | 16   |
| 18                       | 31 | Esteban Ocon      | Force India-Mercedes | 1:19.142 | —        | —        | 17   |
| 19                       | 11 | Sergio Pérez      | Force India-Mercedes | 1:19.200 | —        | —        | 18   |
| 20                       | 35 | Sergey Sirotkin   | Williams-Mercedes    | 1:19.301 | —        | —        | 19   |
| Tempo dos 107%: 1:22.032 |    |                   |                      |          |          |          |      |
| Fonte:                   |    |                   |                      |          |          |          |      |

Notas
- ↑1  – Lance Stroll foi obrigado a partir do pit lane devido à modificação do carro durante as condições do Parque Fechado.

### Corrida
| Pos.   | Nu. | Piloto            | Construtor           | Voltas | Tempo/Retirado    | Grid | Pontos |
| ------ | --- | ----------------- | -------------------- | ------ | ----------------- | ---- | ------ |
| 1      | 44  | Lewis Hamilton    | Mercedes             | 70     | 1:37:16.427       | 1    | 25     |
| 2      | 5   | Sebastian Vettel  | Ferrari              | 70     | +17.123           | 4    | 18     |
| 3      | 7   | Kimi Räikkönen    | Ferrari              | 70     | +20.101           | 3    | 15     |
| 4      | 3   | Daniel Ricciardo  | Red Bull-TAG Heuer   | 70     | +46.419           | 12   | 12     |
| 5      | 77  | Valtteri Bottas   | Mercedes             | 70     | +1:00.000 2       | 2    | 10     |
| 6      | 10  | Pierre Gasly      | Toro Rosso-Honda     | 70     | +1:13.273         | 6    | 8      |
| 7      | 20  | Kevin Magnussen   | Haas-Ferrari         | 69     | +1 volta          | 9    | 6      |
| 8      | 14  | Fernando Alonso   | McLaren-Renault      | 69     | +1 volta          | 11   | 4      |
| 9      | 55  | Carlos Sainz Jr.  | Renault              | 69     | +1 volta          | 5    | 2      |
| 10     | 8   | Romain Grosjean   | Haas-Ferrari         | 69     | +1 volta          | 10   | 1      |
| 11     | 28  | Brendon Hartley   | Toro Rosso-Honda     | 69     | +1 volta          | 8    |        |
| 12     | 27  | Nico Hülkenberg   | Renault              | 69     | +1 volta          | 13   |        |
| 13     | 31  | Esteban Ocon      | Force India-Mercedes | 69     | +1 volta          | 17   |        |
| 14     | 11  | Sergio Pérez      | Force India-Mercedes | 69     | +1 volta          | 18   |        |
| 15     | 9   | Marcus Ericsson   | Sauber-Ferrari       | 68     | +2 voltas         | 14   |        |
| 16     | 35  | Sergey Sirotkin   | Williams-Mercedes    | 68     | +2 voltas         | 19   |        |
| 17     | 18  | Lance Stroll      | Williams-Mercedes    | 68     | +2 voltas         | PL   |        |
| Ret    | 2   | Stoffel Vandoorne | McLaren-Renault      | 49     | Caixa de Câmbio   | 15   |        |
| Ret    | 33  | Max Verstappen    | Red Bull-TAG Heuer   | 5      | Perda de potência | 7    |        |
| Ret    | 16  | Charles Leclerc   | Sauber-Ferrari       | 0      | Suspensão         | 16   |        |
| Fonte: |     |                   |                      |        |                   |      |        |

Notas
- ↑2  – Valtteri Bottas recebeu uma penalidade de 10 segundos a mais no seu tempo final de corrida, por causar da colisão com Daniel Ricciardo.

## Curiosidade
- O pódio de Kimi Raikkonen foi seu nono na Hungria, um recorde para o circuito. Apesar disso, ele só ganhou uma vez aqui, em 2005.
- O setimo lugar de Kevin Magnussen foi a primeira vez que o dinamarquês marcou pontos na Hungria.
- Sainz, que terminou o P9, marcou nos últimos três Grandes Prémios da Hungria.
- Foi o aniversário de Fernando Alonso aos 37 anos, no dia da corrida, e ele manteve o seu recorde de sempre marcar pontos no dia de seu aniversário - ele foi o quinto na Hungria em 2012.

## Voltas na Liderança
- Commons

| Nº de Voltas | Piloto           | Voltas     |
| ------------ | ---------------- | ---------- |
| 56           | Lewis Hamilton   | 1-26 41-70 |
| 14           | Sebastian Vettel | 27-40      |

## 2018DHLFastest Pit Stop Award

### Resultado
| 1      | 35 | Sergey Sirotkin   | Williams-Mercedes          | 2.10 | 25 |
| 2      | 3  | Daniel Ricciardo  | Red Bull-TAG Heuer         | 2.22 | 18 |
| 3      | 10 | Pierre Gasly      | Toro Rosso-Honda           | 2.27 | 15 |
| 4      | 18 | Lance Stroll      | Williams-Mercedes          | 2.36 | 12 |
| 5      | 77 | Valtteri Bottas   | Mercedes                   | 2.51 | 10 |
| 6      | 7  | Kimi Räikkönen    | Ferrari                    | 2.52 | 8  |
| 7      | 8  | Romain Grosjean   | Haas-Ferrari               | 2.67 | 6  |
| 8      | 44 | Lewis Hamilton    | Mercedes                   | 2.72 | 4  |
| 9      | 2  | Stoffel Vandoorne | McLaren-Renault            | 2.73 | 2  |
| 10     | 28 | Brendon Hartley   | Scuderia Toro Rosso- Honda | 2.79 | 1  |
| Fonte: |    |                   |                            |      |    |

### Classificação
| Tabela do DHL Fastest Pit Stop Award \| Pos \| Construtor \| Pontos \| Var \| \| --- \| -------------------- \| ------ \| ------- \| \| 1 \| Red Bull-TAG Heuer \| 321 \| Estável \| \| 2 \| Ferrari \| 181 \| Estável \| \| 3 \| Sauber-Ferrari \| 161 \| Estável \| \| 4 \| Mercedes \| 161 \| Estável \| \| 5 \| Williams-Mercedes \| 154 \| Estável \| \| 6 \| McLaren-Renault \| 77 \| Estável \| \| 7 \| Toro Rosso-Honda \| 71 \| Estável \| \| 8 \| Force India-Mercedes \| 42 \| Estável \| \| 9 \| Haas-Ferrari \| 24 \| 1 \| \| 10 \| Renault \| 20 \| 1 \| |                      |        |         |
| Pos | Construtor           | Pontos | Var     |
| 1 | Red Bull-TAG Heuer   | 321    | Estável |
| 2 | Ferrari              | 181    | Estável |
| 3 | Sauber-Ferrari       | 161    | Estável |
| 4 | Mercedes             | 161    | Estável |
| 5 | Williams-Mercedes    | 154    | Estável |
| 6 | McLaren-Renault      | 77     | Estável |
| 7 | Toro Rosso-Honda     | 71     | Estável |
| 8 | Force India-Mercedes | 42     | Estável |
| 9 | Haas-Ferrari         | 24     | 1       |
| 10 | Renault              | 20     | 1       |

## Tabela do campeonato após a corrida
Somente as cinco primeiras posições estão incluídas nas tabelas.
| Pos | Piloto           | Pontos | Var     |
| --- | ---------------- | ------ | ------- |
| 1   | Lewis Hamilton   | 213    | Estável |
| 2   | Sebastian Vettel | 189    | Estável |
| 3   | Kimi Räikkönen   | 146    | Estável |
| 4   | Valtteri Bottas  | 132    | Estável |
| 5   | Daniel Ricciardo | 118    | Estável |

| Pos | Construtor         | Pontos | Var     |
| --- | ------------------ | ------ | ------- |
| 1   | Mercedes           | 345    | Estável |
| 2   | Ferrari            | 335    | Estável |
| 3   | Red Bull-TAG Heuer | 223    | Estável |
| 4   | Renault            | 82     | Estável |
| 5   | Haas-Ferrari       | 59     | 1       |